# Vorlaufzeit-Bias
Beim Vorlaufzeit-Bias bzw. der Vorlaufzeit-Verfälschung (englisch lead time bias)  handelt es sich um eine Verfälschung, der bei der Früherkennung von Krankheiten, beispielsweise der Krebsfrüherkennung eine Rolle spielt. Er beschreibt eine nur scheinbar verlängerte Überlebenszeit bei Vorverlegung des Diagnosezeitpunkts verglichen mit Patienten, die erst nach klinischen Symptomen eine Diagnose gestellt bekommen. Steht keine wirksame Therapie zur Verfügung, ist der Nutzen des entsprechenden Screenings nicht relevant – das heißt, die Diagnose wird früher gestellt, und der Patient lebt nur nach der früheren Diagnosestellung nur scheinbar länger, aber  insgesamt ist kein Gewinn an Lebenszeit festzustellen.
Die Verfälschung durch den lead time bias lässt sich nur in randomisierten kontrollierten Studien feststellen, wenn die Überlebenszeit der gescreenten Personen nicht länger ist als die ungescreenter Personen. In der normalen Durchführung von Screeningprogrammen ist der Fehler nicht erkennbar.
Andere wichtige Fehlermöglichkeiten in medizinischen Studien, welche die Übertragbarkeit ihrer Ergebnisse auf den medizinischen Alltag gefährden, sind Confounder, Selektionsbias, Fehlklassifikation.